# Herminia assimilis
Herminia assimilis là một loài bướm đêm trong họ Noctuidae.